# کوین مک‌کرولی
کوین مک‌کرولی (انگلیسی: Kevin McCurley; ۲ آوریل ۱۹۲۶ – مه ۲۰۰۰) بازیکن فوتبال اهل بریتانیا بود.
از باشگاه‌هایی که در آن بازی کرده‌است می‌توان به باشگاه فوتبال اولدهام اتلتیک، باشگاه فوتبال تونبریج آنجلز، باشگاه فوتبال کولچستر یونایتد، باشگاه فوتبال لیورپول، باشگاه فوتبال وورتینگ، و باشگاه فوتبال برایتون اند هوو آلبیون اشاره کرد.